# Deutsche Gesellschaft für Islamkunde
Die Deutsche Gesellschaft für Islamkunde (Abk. DGI; engl. German Society for the Study of Islam) wurde 9. Januar 1912 gegründet und bestand bis 1955. Sitz der Gesellschaft war Berlin.

## Organisatorisches
Zu den Gründungsmitgliedern der Gesellschaft gehörten der deutsche Arabist und Islamwissenschaftler Martin Hartmann (1851–1918) als 1. Vorsitzender und Georg Kampffmeyer (1864–1936) als 2. Vorsitzender und Herausgeber ihrer Mitteilungen. Zu weiteren mit der Gesellschaft in Verbindung stehenden Persönlichkeiten zählen (in Auswahl): Otto Spies, Gotthard Jäschke, Eugen Mittwoch, Josef Froberger, Carl Heinrich Becker (1876–1933; Nachfolger von Hartmann bis 1921) und von der Goltz Pascha (Feldmarschall). 
Die Bibliothek befand sich am Seminar für Orientalische Sprachen.

Die Wahrheit über den Glaubenskrieg, von der Deutschen Gesellschaft für Islamkunde herausgegebene Propagandabroschüre („Der Erlös ist für den Roten Halbmond bestimmt“)

Zweck der Gesellschaft war nach § 1 ihrer ursprünglichen Satzung „die Förderung der Islamforschung, d. h. der Erforschung der religiösen, gesellschaftlichen und kulturellen Zustände der Islamwelt mit besonderer Rücksicht auf die Gegenwart. “ Später (1931) lautete dies: „die Förderung der Islamforschung, d. h. der Erforschung der ethnischen, kulturellen, religiösen und wirtschaftlichen Zustände mit besonderer Rücksicht auf die Gegenwart. Die Verfolgung politischer oder religiöser Zwecke ist ausgeschlossen. “

## Geschichte
Die Ziele der Gesellschaft wurden 1912 vom Reichskolonialamt unter Leitung von Wilhelm Solf mit der Gewährung „einer namhaften Summe“ unterstützt, „mit der Bedingung, daß bei den Arbeiten der Gesellschaft der Islam in den deutschen Kolonien gebührende Beachtung finde. “
Im Ersten Weltkrieg wurde die Gesellschaft zu einer Institution der Reichsregierung. In einem 1915 von der Gesellschaft herausgegebenen Text Ḥaqīqat aldschihād / Die Wahrheit über den Glaubenskrieg (Ḥaqīqat al-ǧihād) erläuterte der tunesische Gelehrte Scheich Salih asch-Scharif at-Tunisi (1866–1920) das Novum eines islamistischen Dschihads. Der zeitgenössische Nahosthistoriker Wolfgang G. Schwanitz merkt zu diesem Verständnis des Islams im Rahmen der deutschen Bündnispolitik folgendes an:
Das Ungewöhnliche des Dschihads, »made in Germany«, bestand in einer neuen Kombination. Muslime führten nun nicht mehr den herkömmlichen Glaubenskrieg zur Verteidigung oder zum Angriff gegen alle Ungläubigen. Vielmehr mußten sie an der Seite von Ungläubigen gegen andere Ungläubige kämpfen. In Envers Auftrag kommentierte das Novum der erwähnte Scheich Salih. Der Gelehrte, der sich als aus der Familie des Propheten Mohammed kommend auswies, erläuterte den islamistischen Dschihad. Seinen Text edierte die Deutsche Gesellschaft für Islamkunde in Berlin ein halbes Jahr nach dem Beginn des Weltkrieges. Darin hieß es: »Der osmanische Sultan-Kalif führt diesen Kleinen Dschihad mit Bundesgenossen, vor allem Deutschen, gegen die Feinde des Islam, die Briten, Franzosen und Russen.« Dies sei nun eine individuelle Pflicht auch für Muslime im Feindheer, die den Dschihad gleich gegen ihre Herren kehren sollen. Der Dschihad werde antikolonial und national geführt.
Karl Emil Schabinger (1877–1967), der Leiter der deutschen Nachrichtenstelle für den Orient, übersetzte die Schrift aus dem Arabischen ins Deutsche.
Die von der Gesellschaft herausgegebenen Nachrichten aus der Gegenwartsgeschichte des islamischen Orients erschienen von 1921 bis 1931.
Die Gesellschaft gab seit 1913 die Zeitschrift Die Welt des Islams heraus, die auch nach dem Ende der DGI bis in die Gegenwart weiterpubliziert wird (ISSN 0043-2539).